# Flein Hjörsson
Flein skald (Fleinn skáld) var enligt Skáldatal en av Uppsalakungen Östen beles elva hirdskalder. Han bör alltså ha levat under senare delen av 700-talet. 
I en tillfogad ”glossa” i två av Landnámabóks fem versioner — de som finns i Hauksbók och Melabók — omtalas han som Flein Hjörsson, bördig från Borgund på Møre i Norge. Det sägs att han länge vistats hos två fylkeskungar, Toralf (Þóralfr) och Olav (Óláfr) i Oppland, och att han bodde på ”ön” Jösurhed (Jǫsrheiðr) i Møre — men någon sådan ö finns inte. Däremot finns det, påpekar Finnur Jónsson ”ett Jösurheiðr på gränsen mellan Rogaland och Telemarken, och det torde vara denna plats som avses”. Flein for sedan till Danmark och diktade kväden om kung Eysteinn (eller Eyrteire?), och blev så uppskattad för sin verskonst att han fick gifta sig med kungens dotter. Denne kung Eysteinn har oftast blivit identifierad med Östen bele (Eysteinn beli), även om andra källor, inklusive Skáldatal, omtalar Östen bele som en sveakung.
Av Fleins kväden har ingenting bevarats. Han ska dock, enligt Snorre Sturlasson, ha givit sitt namn åt ett eget versmått, nämligen Fleinsháttr. Det är en variant av drottkvätt där stavrimmen i varje kortrad faller på den andra betonade stavelsen i stället för på den tredje. I Snorres exempelsamling av forntida versmått, Háttatal, har ”Fleins versform” nummer 57. ”Här är rimmen ordnade som i drottkvätt, men de är placerade tätt tillsammans i versradens början”, skriver Snorre.